# Arseniany
Arseniany, nazwa systematyczna: tetraoksydoarseniany(3−), w systemie Stocka: arseniany(V) – sole i estry kwasu arsenowego.
Sole kwasu arsenowego zawierać mogą jony AsO3−
4 (arseniany), HAsO2−
4 (wodoroarseniany) lub H
2AsO−
4 (diwodoroarseniany). Są to przeważnie bezbarwne substancje słabo rozpuszczające się w wodzie otrzymywane w reakcjach zobojętniania kwasu arsenowego lub stapiania tritlenku diarsenu.